# Vetas
Vetas – miasto w Kolumbii, w departamencie Santander.